# Vorteilsgewährung
Die Strafbarkeit der Vorteilsgewährung ist in Deutschland in § 333 StGB geregelt. Hiernach ist derjenige strafbar, der einem Amtsträger, einem Europäischen Amtsträger (Amtsträger der EU), einem für den öffentlichen Dienst besonders Verpflichteten oder einem Soldaten der Bundeswehr für die Dienstausübung einen Vorteil für diesen oder einen Dritten anbietet, verspricht oder gewährt.

## Situation in der Schweiz
Die Vorteilsgewährung wird unter Art. 322quinquies des Schweizer Strafgesetzbuchs dargestellt.

## Verwandte Themen
- Korruption ist der Oberbegriff für Bestechung und Bestechlichkeit, Vorteilsannahme und Vorteilsgewährung.
- Der Rechtsanwendung vorgelagert ist die Verwaltungsethik.